# Ланге, Елена
Елена Ланге (нем. Helene Lange; 9 апреля 1848, Ольденбург — 13 мая 1930, Берлин) — немецкий публицист и педагог, деятель женского движения.

## Биография
Работала директрисой женской учительской семинарии. В 1889 по её инициативе в Берлине были учреждены курсы реальных наук для женщин. В 1893 программа курсов была расширена и были введены классические языки. Ланге была одной из видных деятельниц женского движения в Германии того времени.
В 1890 она вместе с Марией Лепер-Гуссель и Августой Шмидт основала «Всеобщий немецкий союз учительниц», в котором, как и во «Всеобщем немецком женском союзе», была председателем.
Опубликовала брошюры «Высшие школы для девушек и их предназначение» (нем. Die höhere Mädchenschule und ihre Bestimmung; (1888), «Женское образование» (нем. Frauenbildung; 1889), «Развитие и состояние высшего образования для женщин в Германии» (нем. Entwicklung und Stand des höhern Mädchenschulwesens in Deutschland, 1893), «Пособие по женскому движению» (нем. Handbuch der Frauenbewegung вместе с Гертрудой Беймер, Б., 1901—1903).
С 1893 Ланге издавала журнал «Frau», посвящённый женскому движению.
В 1918 г. вступила в Немецкую демократическую партию, в составе фракции которой стала в 1919 г. старейшим депутатом Гамбургского парламента.